# Microiulus laeticollis
Microiulus laeticollis är en mångfotingart som först beskrevs av Carl Oscar von Porat 1889.  Microiulus laeticollis ingår i släktet Microiulus och familjen kejsardubbelfotingar.

## Underarter
Arten delas in i följande underarter:
- M. l. laeticollis
- M. l. mierzejewskii
- M. l. mierzeyewskii